# Conchil-le-Temple
Conchil-le-Temple est une commune française située dans le département du Pas-de-Calais en région Hauts-de-France. Ses habitants sont appelés les Conchilois. La commune est membre de la communauté d'agglomération des Deux Baies en Montreuillois.
La commune de Conchil-le-Temple (nom officiel depuis 1801), drainée par l'Authie, est située dans le nord-est du département du Pas-de-Calais et limitrophe du département de la Somme. Elle se trouve à 8 km, à vol d'oiseau, des plages des communes de Berck et de Fort-Mahon-Plage. C’est une commune de type bourg rural selon l'Insee, appartenant à l’unité urbaine de Saint-Omer, avec une population de 1 087 habitants au dernier recensement de 2022, elle franchit, pour la première fois, le seuil des 1 000 habitants en 2011 avec 1 087 habitants.
Le territoire communal offre de beaux espaces de milieux naturels et de biodiversité et est, pour partie, sur un espace protégé et géré la baie d'Authie rive Nord, de cinq ZNIEFF et deux sites Natura 2000.
Sur le territoire communal se trouve le château du Pas-d'Authie qui fait l'objet d'une inscription partielle au titre des monuments historiques.

## Géographie

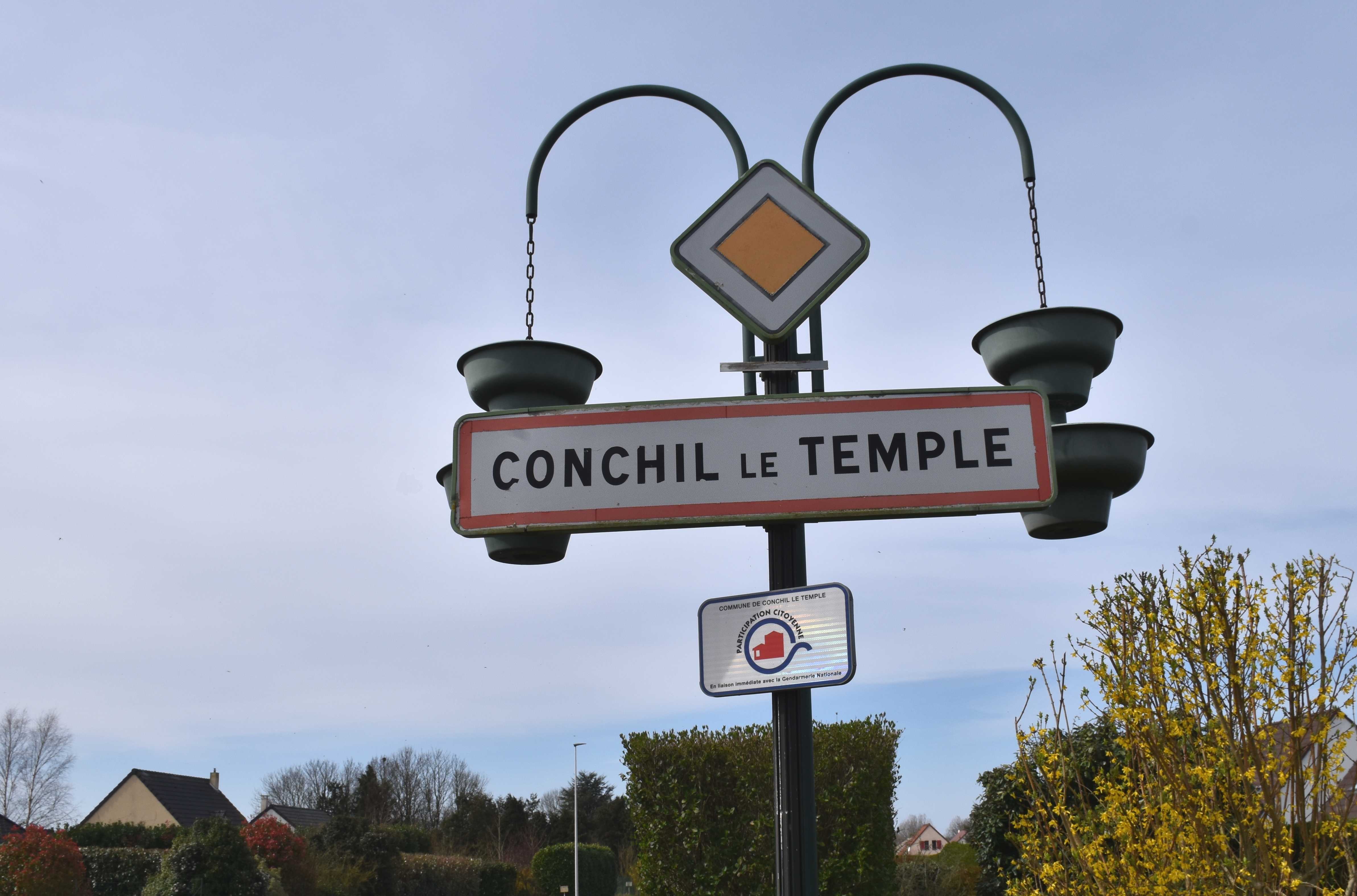
Une entrée de la commune.

### Localisation
Localisée dans le sud-ouest du département du Pas-de-Calais sur la Côte d'Opale et limitrophe du département de la Somme, Conchil-le-Temple est une commune drainée par l'Authie et située, à vol d'oiseau, à 6 km au sud-est de la commune de Berck et à 12 km au sud-ouest de la commune de Montreuil-sur-Mer (chef-lieu d'arrondissement). La commune se trouve dans un cadre rural, boisé et composé de nombreux étangs dont la Foraine d'Authie. La commune fait partie de la région naturelle du Marquenterre.
Le territoire de la commune est limitrophe de ceux de six communes, dont une, Quend, dans le département de la Somme.
Les communes limitrophes sont Verton, Lépine, Tigny-Noyelle, Waben, Quend et Colline-Beaumont.

### Géologie et relief
La superficie de la commune est de 16,72 km2 ; son altitude varie de 3  à   57 m.
Le territoire de la commune se situe sur un site géologique : l'estuaire de l'Authie, classé deux étoiles, d'une superficie de 59 km2. L'estuaire de l'Authie se développe dans la plaine maritime picarde, limitée à l'est par la falaise morte du plateau crayeux de l'Artois.

### Hydrographie
Le territoire de la commune est situé dans le bassin Artois-Picardie.
L'Authie, limite le territoire communal au sud. C'est aussi la frontière avec le département de la Somme. C'est un fleuve de 108,18 km, qui prend sa source dans la commune de Coigneux, dans la Somme, et se jette dans la Manche entre les communes de Fort-Mahon-Plage et de Berck.
Trois autres cours d'eau drainent la commune :
- la Course de Briquebeau, cours d'eau naturel non navigable de 7,17 km, qui prend sa source dans la commune de Quend et se jette dans l'Authie au niveau de la commune[6] ;

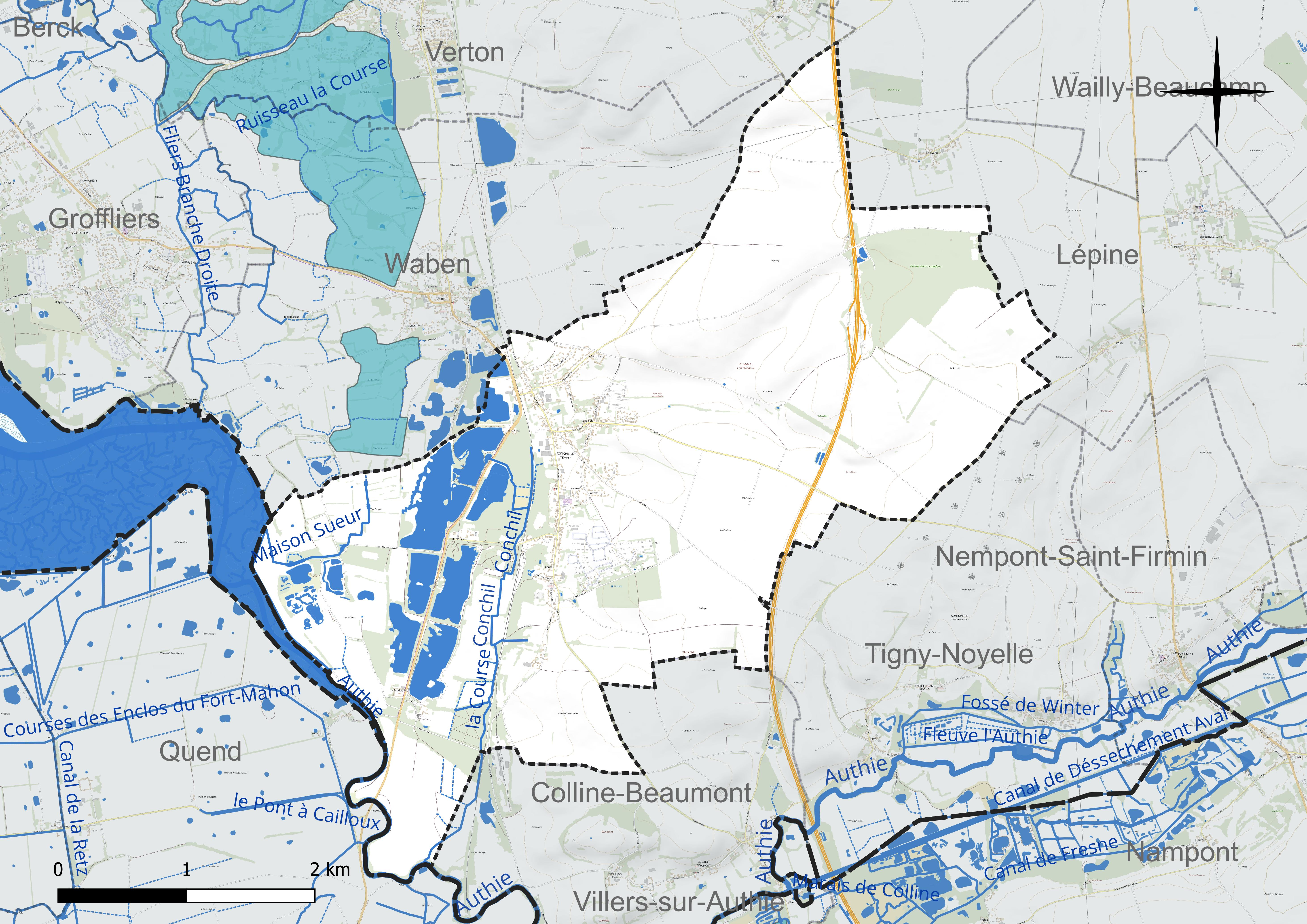
Réseau hydrographique de Conchil-le-Temple.

- le canal des bas-champs, petit cours d'eau naturel non navigable de 2,82 km, qui prend sa source dans la commune de Quend et se jette dans l'Authie au niveau de la commune[7] ;
- le ruisseau la course, petit cours d'eau naturel non navigable de 2,82 km, qui prend sa source dans la commune et se jette dans l'Authie au niveau de la commune[8].

### Climat
Pour des articles plus généraux, voir Climat des Hauts-de-France et Climat du Pas-de-Calais.
En 2010, le climat de la commune est de type climat océanique franc, selon une étude du CNRS s'appuyant sur une série de données couvrant la période 1971-2000. En 2020, Météo-France publie une typologie des climats de la France métropolitaine dans laquelle la commune est exposée à un climat océanique et est dans la région climatique Côtes de la Manche orientale, caractérisée par un faible ensoleillement (1 550 h/an) ; forte humidité de l’air (plus de 20 h/jour avec humidité relative > 80 % en hiver), vents forts fréquents.
Pour la période 1971-2000, la température annuelle moyenne est de 10,7 °C, avec une amplitude thermique annuelle de 13 °C. Le cumul annuel moyen de précipitations est de 858 mm, avec 12,3 jours de précipitations en janvier et 8 jours en juillet. Pour la période 1991-2020, la température moyenne annuelle observée sur la station météorologique la plus proche, située sur la commune du Touquet-Paris-Plage à 18 km à vol d'oiseau, est de 11,2 °C et le cumul annuel moyen de précipitations est de 888,8 mm,. Pour l'avenir, les paramètres climatiques de la commune estimés pour 2050 selon différents scénarios d'émission de gaz à effet de serre sont consultables sur un site dédié publié par Météo-France en novembre 2022.

### Paysages
Pour un article plus général, voir Paysage en France.
La commune est située à la jonction de deux paysages tel que défini dans l’atlas des paysages de la région Nord-Pas-de-Calais, conçu par la direction régionale de l'Environnement, de l'Aménagement et du Logement (DREAL), :
- le « paysage du val d’Authie », qui concerne 83 communes, se délimite : au sud, dans le département de la  Somme par le « paysage de l’Authie et du Ponthieu, dépendant de l’atlas des paysages de la Picardie et au nord et à l’est par les paysages du Montreuillois, du Ternois et les paysages des plateaux cambrésiens et artésiens. Le caractère frontalier de la vallée de l’Authie, aujourd’hui entre le Pas-de-Calais et la Somme, remonte au Moyen Âge où elle séparait le royaume de France du royaume d’Espagne, au nord.

Son coteau Nord est net et escarpé alors que le coteau Sud offre des pentes plus douces. À l’Ouest, le fleuve s’ouvre sur la baie d'Authie, typique de l’estuaire picard, et se jette dans la Manche. Avec son vaste estuaire et les paysages des bas-champs, la baie d’Authie contraste avec les paysages plus verdoyants en amont.
L’Authie, entaille profonde du plateau artésien, a créé des entités écopaysagères prononcées avec un plateau calcaire dont l’altitude varie de 100  à   163 m qui s’étend de chaque côté du fleuve. L’altitude du plateau décline depuis le pays de Doullens, à l'est (point culminant à 163 m), vers les bas-champs picards, à l'ouest (moins de 40 m). Le fond de la vallée de l’Authie, quant à lui, est recouvert d’alluvions et de tourbes. L’Authie est un fleuve côtier classé comme cours d'eau de première catégorie où le peuplement piscicole dominant est constitué de salmonidés. L’occupation des sols des paysages de la Vallée de l’Authie est composée pour 70 % en culture ;
- le « paysage des dunes et estuaires d’Opale », qui concerne 23 communes, s’étend le long de la côte sur environ 30 kilomètres, de la baie d’Authie à Équihen-Plage, et sur deux à quatre kilomètres de large. Les paysages des dunes et des estuaires cèdent la place aux abrupts des falaises, au niveau d’Equihen-Plage. Les dunes littorales se sont constituées récemment, depuis le Moyen Âge, et ont envahi le relief intérieur en constituant des dunes plaquées sur les falaises fossiles, spécificité locale. Les résurgences de sources au pied de ces falaises proviennent de la nappe de la craie et sont à l’origine de nombreux ruisseaux et zones humides dans les Bas-Champs, surtout visibles entre Étaples et Rang-du-Fliers.

Ce paysage des dunes et estuaires d’Opale est constitué : d’un peu plus de 40 % de dunes et de plages, dont 28 % d’espaces dunaires, dont certains sont boisés comme à Hardelot-Plage et au Touquet-Paris-Plage ; de 22 et 25 % au niveau de la baie d’Authie et des Bas Champs, Bas Champs majoritairement en prairies ; de 20 % par les communes et d’un peu plus de 5 % par les cours d’eau et les marais arrière-littoraux, entre Merlimont et Rang-du-Fliers, comme le marais de Balançon défini réseau Natura 2000.

### Milieux naturels et biodiversité

#### Espace protégé et géré
La protection réglementaire est le mode d’intervention le plus fort pour préserver des espaces naturels remarquables et leur biodiversité associée.
Dans ce cadre, la commune fait partie d'un espace protégé acquis par le Conservatoire du littoral : la baie d'Authie rive Nord, terrain acquis par le Conservatoire du littoral, d'une superficie de 312,957 ha.

#### Zones naturelles d'intérêt écologique, faunistique et floristique
L’inventaire des zones naturelles d'intérêt écologique, faunistique et floristique (ZNIEFF) a pour objectif de réaliser une couverture des zones les plus intéressantes sur le plan écologique, essentiellement dans la perspective d’améliorer la connaissance du patrimoine naturel national et de fournir aux différents décideurs un outil d’aide à la prise en compte de l’environnement dans l’aménagement du territoire.
Le territoire communal comprend quatre ZNIEFF de type 1 : 
- la rive Nord de la Baie d’Authie. L'estuaire de l'Authie marque la frontière entre la Somme et le Pas-de-Calais. Il constitue un exemple assez typique d’estuaire picard avec système de poulier (et contre-poulier) et de musoir (en partie urbanisé ici) Les mollières (prés salés), ne sont recouvertes que par les marées de vives-eaux et les marées d’équinoxe, ce qui permet le développement d'un tapis végétal dense[20] ;
- les anciennes ballastières de Conchil-le-temple. Cette ZNIEFF est un complexe humide associant de vastes plans d’eau récents issus de l’exploitation des gravières à des prairies hygrophiles drainées par un réseau de fossés[21] ;
- le complexe humide arrière littoral de Waben et Conchil-le-temple. Cette ZNIEFF est constituée de polders bordant la baie d’Authie, gagnés sur la mer, cultivés ou exploités en herbages, avec la présence de nombreuses mares drainées par un réseau de fossés[22] ;
- le bois de la Commanderie à Conchil-le-Temple. Cette ZNIEFF est un bois isolé au milieu des grandes cultures sur limons de plateau sableux[23].

et une ZNIEFF de type 2 : la basse Vallée de l’Authie et ses versants entre Douriez et l’estuaire. Cette ZNIEFF forme une longue dépression au fond tourbeux  et offre plus de 4 000 ha de marais, de prairies humides et d'étangs.

Carte des ZNIEFF de type 1 et 2 sur la commune
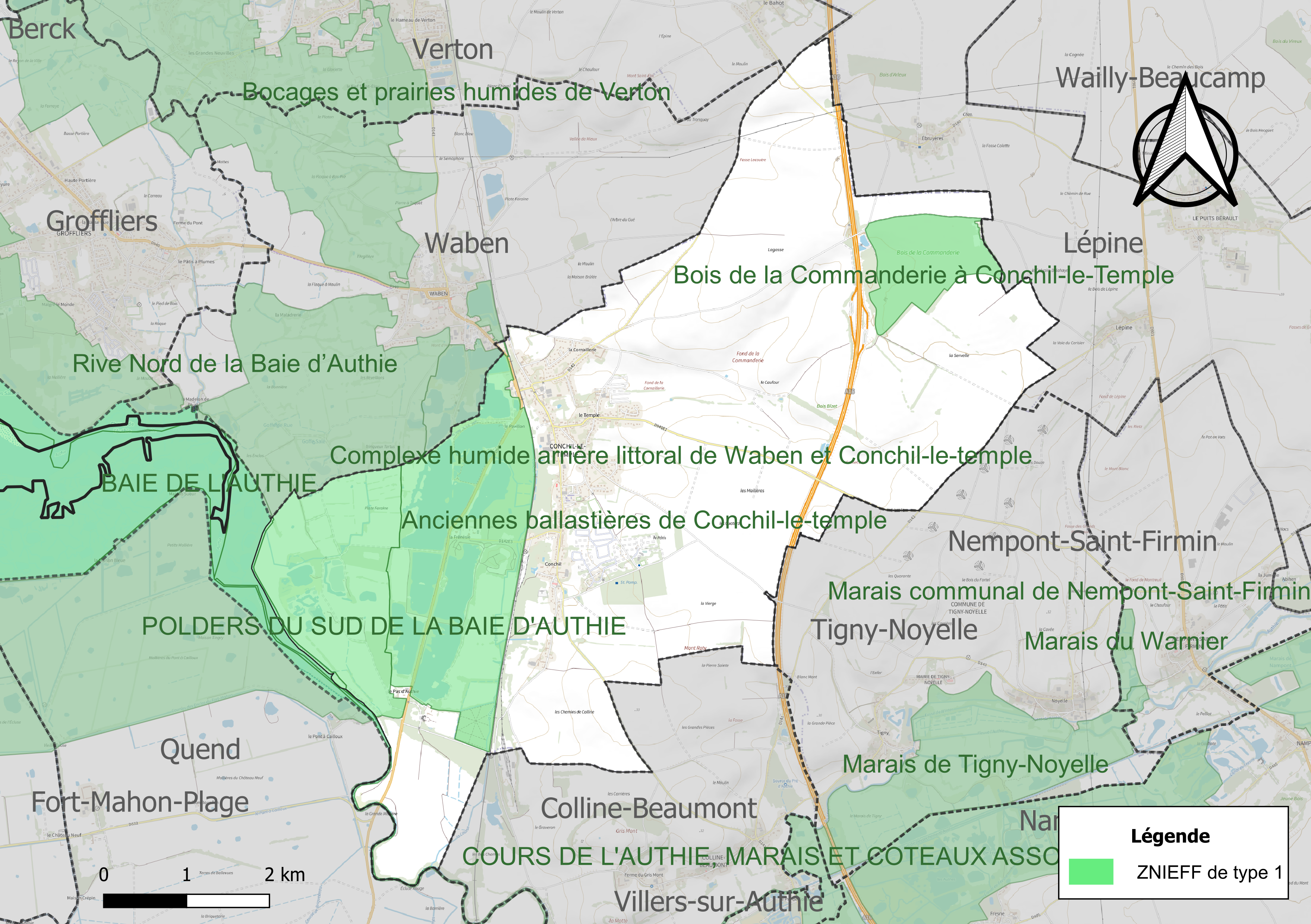
Carte des ZNIEFF de type 1 sur la commune.
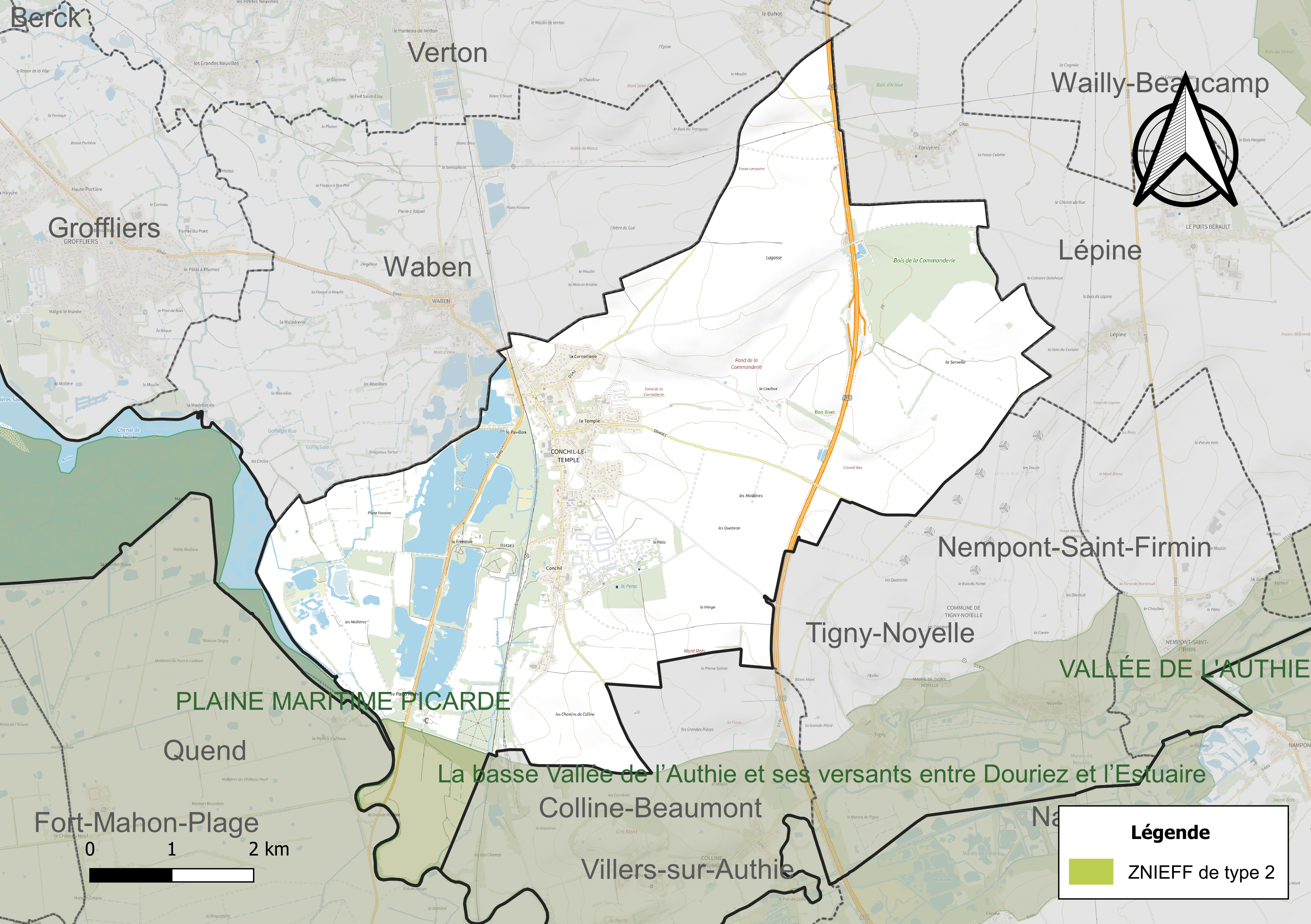
Carte de la ZNIEFF de type 2 sur la commune.

#### Site Natura 2000
Le réseau Natura 2000 est un réseau écologique européen de sites naturels d’intérêt écologique élaboré à partir des directives « habitats » et « oiseaux ». Ce réseau est constitué de zones spéciales de conservation (ZSC) et de zones de protection spéciale (ZPS). Dans les zones de ce réseau, les États membres s'engagent à maintenir dans un état de conservation favorable les types d'habitats et d'espèces concernés, par le biais de mesures réglementaires, administratives ou contractuelles.
Sur la commune, deux sites Natura 2000 de type B sont définis en site d'importance communautaire (SIC) : 
- les prairies et marais tourbeux de la basse vallée de l'Authie, d'une superficie de 307 ha[26] ;
- la baie de la Canche et le couloir des trois estuaires, d’une superficie de 333,06 km2 et d'une altitude variant de −23  à   0 mètres. Ce site se délimite à partir du trait de côte, s'étend jusqu'à la limite des trois milles nautiques, limité au sud par le phare d'Ault et au nord par le village de Sainte-Cécile, sur la commune de Camiers[27].

#### Patrimoine géologique
Sur le territoire communal se trouve le site de l'estuaire de l'Authie. Il est inscrit à l'inventaire national du patrimoine géologique. Ce site est composé de massifs dunaires sur la pointe de Routhiauville, de schorre et de vasières. On y observe une amplitude de marée de plus de dix mètres lors des grandes marées d'équinoxe.

### Biodiversité
La Foraine d’Authie, site géré par la communauté d'agglomération des Deux Baies en Montreuillois, abrite de nombreuses espèces d'oiseaux : Oie cendrée, Bernache nonnette, Bernache du Canada, Cygne tuberculé, Cygne chanteur, Ouette d'Égypte, Tadorne de Belon, Fuligule milouin, Fuligule morillon, Spatule blanche, Grand Cormoran… mais aussi des mammifères : Lapin de garenne, Lièvre d'Europe, Sanglier, Chevreuil, Renard roux…

## Urbanisme

### Typologie
Au 1er janvier 2024, Conchil-le-Temple est catégorisée bourg rural, selon la nouvelle grille communale de densité à sept niveaux définie par l'Insee en 2022.
Elle est située hors unité urbaine. Par ailleurs la commune fait partie de l'aire d'attraction de Berck, dont elle est une commune de la couronne,. Cette aire, qui regroupe 19 communes, est catégorisée dans les aires de moins de 50 000 habitants,.
La commune, bordée par la Manche, est également une commune littorale au sens de la loi du 3 janvier 1986, dite loi littoral. Des dispositions spécifiques d’urbanisme s’y appliquent dès lors afin de préserver les espaces naturels, les sites, les paysages et l’équilibre écologique du littoral, tel le principe d'inconstructibilité, en dehors des espaces urbanisés, sur la bande littorale des 100 mètres, ou plus si le plan local d’urbanisme le prévoit.

### Occupation des sols
L'occupation des sols de la commune, telle qu'elle ressort de la base de données européenne d’occupation biophysique des sols Corine Land Cover (CLC), est marquée par l'importance des territoires agricoles (81,1 % en 2018), en diminution par rapport à 1990 (82,3 %). La répartition détaillée en 2018 est la suivante : 
terres arables (61,2 %), prairies (14,6 %), eaux continentales (7,1 %), zones urbanisées (6,4 %), zones agricoles hétérogènes (5,3 %), forêts (3,3 %), zones industrielles ou commerciales et réseaux de communication (1,5 %), zones humides côtières (0,6 %). L'évolution de l’occupation des sols de la commune et de ses infrastructures peut être observée sur les différentes représentations cartographiques du territoire : la carte de Cassini (XVIIIe siècle), la carte d'état-major (1820-1866) et les cartes ou photos aériennes de l'IGN pour la période actuelle (1950 à aujourd'hui).

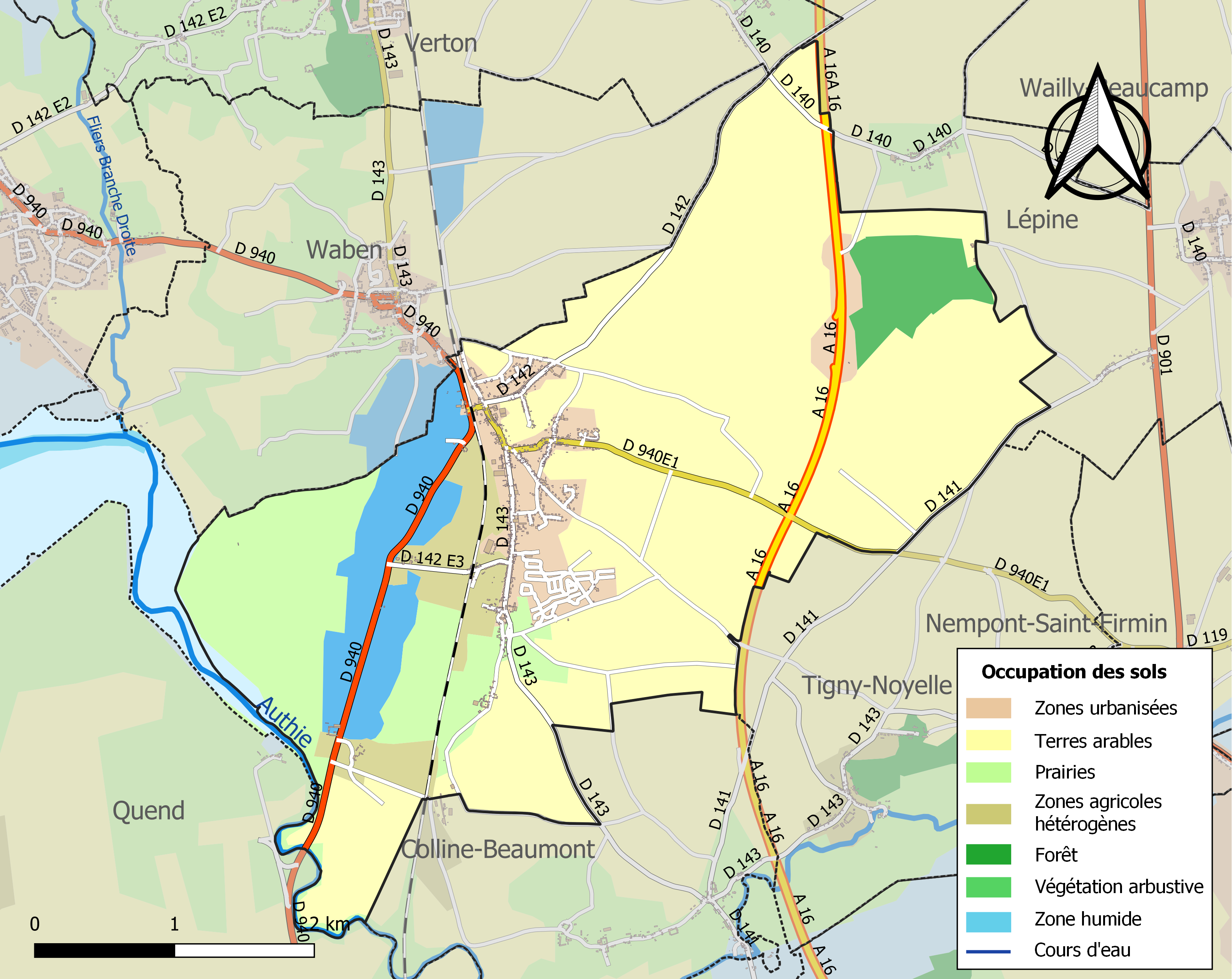
Carte des infrastructures et de l'occupation des sols de la commune en 2018 (CLC).

### Lieux-dits, hameaux et écarts
Hameaux et écarts : la Commanderie, la Frénésie, le Pas-d'Authie, le Pavillon.

### Voies de communication et transports

#### Voies de communication
La commune est desservie par la route départementale D 940 qui relie, par la côte, Grand-Fort-Philippe et Le Tréport et est traversée par l'autoroute A16 reliant L'Isle-Adam à la frontière belge et dont la sortie no 25 est située à 8 km au nord de la commune.

#### Transport ferroviaire
La commune se trouve à 6 km, au sud, de la gare de Rang-du-Fliers - Verton, située sur la ligne de ligne de Longueau à Boulogne-Ville, desservie par des TGV (assurant également le service TERGV) et des TER.

## Toponymie
Le nom de la localité est attesté sous les formes Concetum (1042), Conchil (1295), Conchetum (1298), Conci (vers 1366), Conchy-les-Waben (1406), Conchie (1608), Conchie (1650), Conchille (1670), Conchy (1703), Conchile-le-Temple (1790), Conchil-sur-Authie à la Révolution française, Conchil Temple (1793), Conchil et Conchil-le-Temple depuis 1801.
Nom issu de concha, « haie » ou concile, lieu de réunion de prêtres : Concilium (845)
Temple du latin templum, variante de tempe, édifice public consacré au culte d'une divinité.

## Histoire
Hariulfe mentionne Conchil parmi les possessions de l'abbaye de Saint-Riquier. La seigneurie vicomtière du Temple qui relevait en partie du roi à cause de son château de Waben, de la baronnie de Merlimont et de la seigneurie de Maintenay, appartenait en 1311 à Jean de Bours (Aveu de Maintenay). Guillaume de Bours, dit « Vitart », meurt à la bataille d'Azincourt en 1415.
Le 4 septembre 1510, Nicolas de Bours, écuyer et l'un des successeurs de Jean de Bours, en servit aveu à Nicolas de Werchin, baron de Merlimont. Ce fief que possédèrent après lui Henri aux Epaules, Jean de Longueval et Claude de la Wespierre, fut acheté le 27 décembre 1608 par messire Louis de Bresdoult, chevalier. Louis de Bresdoult était déjà seigneur de Neuvilette et du Pas-d'Authie, du chef de sa mère Antoinette de Gouy. Antoine Hourdel lui vendit le 24 mars 1596, le fief de Beaurepaire les Bresdoult habitèrent le Pas-d'Authie : l'un d'eux, messire Henri, fut mayeur de Montreuil et mourut en 1761 ; faisant une fille unique, demoiselle Marie-Madeleine, qui épousa Simon-Joseph Moullart baron de Torcy. La cure de Conchil était à la présentation de l'abbé de Saint-Eloi-les-Noyon. Le desservant, les moines de Saint-Josse et le seigneur partageaient la dîme.
La confrérie de Saint-Blaise établie dans l'église de Conchil remonte à une haute antiquité. L'évêque d'Amiens lui accorda en 1686 une relique insigne du saint et il ratifia en même temps les règlements de cette pieuse association qui compte actuellement plus de trois cents membres.
La relique de saint Blaise est l'objet d'une grande vénération. Les nombreux pèlerins, qui viennent à Conchil le 3 février et les jours suivants, invoquent saint Blaise afin d'être préservés des maux de gorge. (Notes de M. l'abbé Oudin).
On prétend que le Pavillon est l'ancienne prison du bailliage de Waben. C'est une construction carrée dont les murailles ont une grande épaisseur. Les caves sont très profondes et on y voit d'énormes anneaux qui servaient à enchaîner les prisonniers.

### Les Templiers et les Hospitaliers
La maison que l'on appelait le Temple-lez-Waben se trouvait au lieu nommé la Commanderie. Elle était située entre deux chemins dont l'un conduisait à Waben et l'autre à Montreuil ; c'est là que résidaient en 1307 les templiers Raoul de Monteswis et Eudes d'Écuires qui furent arrêtés à Montreuil et brûlés vifs.
Lorsque les Hospitaliers de l'ordre de Saint-Jean de Jérusalem succédèrent aux Templiers, la commanderie réunie à celle de Loison, était riche de 60 journaux de terres labourables et de 124 journaux de bois divisés en deux parties : le bois de la Servelle (99 jx) et le bois du Temple (25 jx).
Un moulin et un four banal avec des rentes rapportaient environ 54 livres. Les Hospitaliers eurent à soutenir en 1352 plusieurs procès contre le comte de Ponthieu, à l'occasion de certains droits seigneuriaux qu'il exerçait au Temple. À la suite de ces procès, ils continuèrent à rendre la haute, la moyenne et la basse justice ; le comte de Ponthieu ne put sous aucun prétexte s'arroger le droit de faire des exploits dans leur domaine.
Les guerres du XVe siècle causèrent partout de grands ravages, le rapport de la visite prieurale de 1495 nous trace un bien triste tableau du membre de la communauté de Loison nommé le Temple-les-Waben : la chapelle avait été incendiée ; les bâtiments étaient démolis ; le moulin tombait en ruine. Le commandeur Emery d'Amboise les fit réparer. Un prêtre séculier desservait la chapelle qui était dédiée à la Sainte Vierge moyennant une pension de 20 livres.
Le revenu de la maison du Temple-les-Waben était en 1578, de 166 écus soleil avec les droits seigneuriaux. Il s'élevait, en 1757 à 1 272 livres ; et en 1783 à 1 500 livres.

## Politique et administration

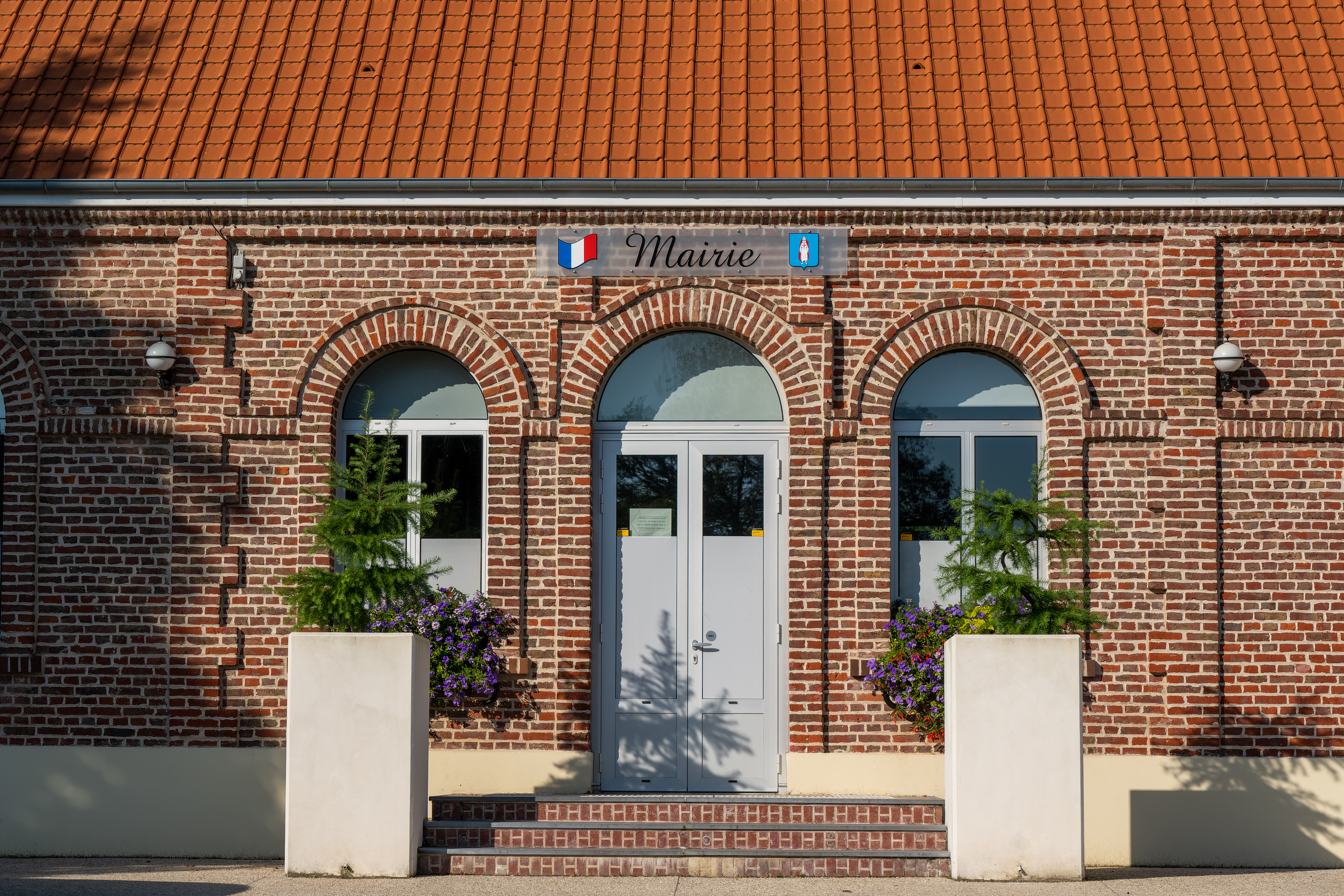
L'entrée de la mairie.

### Découpage territorial
La commune se trouve dans l'arrondissement de Montreuil du département du Pas-de-Calais, depuis 1801.

#### Commune et intercommunalités
La commune est membre de la communauté d'agglomération des Deux Baies en Montreuillois qui regroupe 46 communes et totalise 65 760 habitants en 2021.

#### Circonscriptions administratives
La commune est rattachée au canton de Montreuil de 1801 à 1991, puis, depuis 1991, au canton de Berck.

#### Circonscriptions électorales
Pour l'élection des députés, la commune fait partie de la quatrième circonscription du Pas-de-Calais.

## Équipements et services publics

### Enseignement

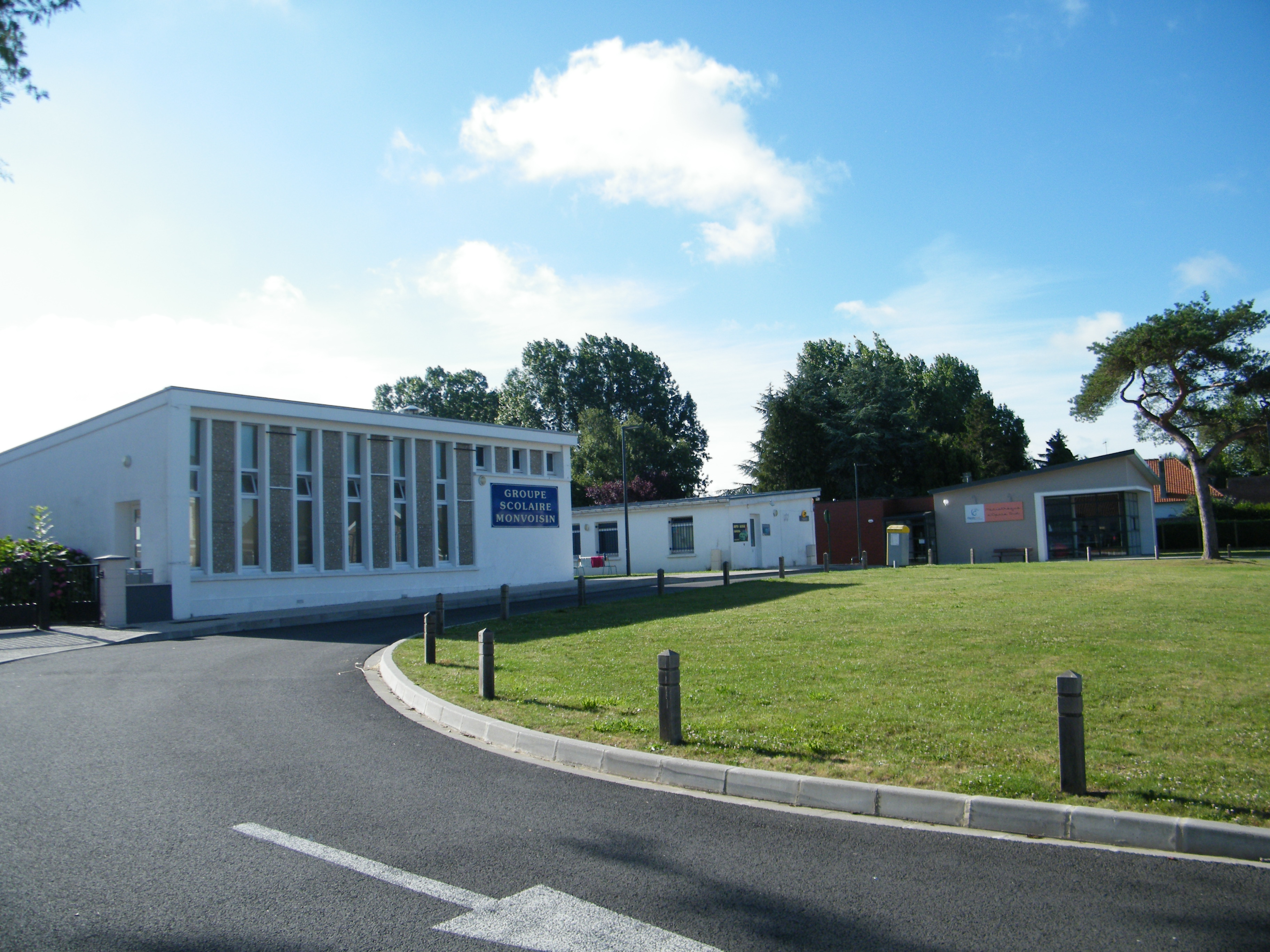
Groupe scolaire Monvoisin.

La commune gère une école primaire (maternelle et élémentaire).

### Justice, sécurité, secours et défense
La commune dépend du tribunal de proximité de Montreuil-sur-Mer, du conseil de prud'hommes de Boulogne-sur-Mer, du tribunal judiciaire de Boulogne-sur-Mer, de la cour d'appel de Douai, du tribunal de commerce de Boulogne-sur-Mer, du tribunal administratif de Lille, de la cour administrative d'appel de Douai et du tribunal pour enfants de Boulogne-sur-Mer.

## Population et société

### Démographie
Les habitants sont appelés les Conchilois.

#### Évolution démographique
L'évolution du nombre d'habitants est connue à travers les recensements de la population effectués dans la commune depuis 1793. Pour les communes de moins de 10 000 habitants, une enquête de recensement portant sur toute la population est réalisée tous les cinq ans, les populations de référence des années intermédiaires étant quant à elles estimées par interpolation ou extrapolation. Pour la commune, le premier recensement exhaustif entrant dans le cadre du nouveau dispositif a été réalisé en 2006.

En 2022, la commune comptait 1 087 habitants, en évolution de −3,98 % par rapport à 2016 (Pas-de-Calais : −0,72 %, France hors Mayotte : +2,11 %).
| 1793 | 1800 | 1806 | 1821 | 1831 | 1836 | 1841 | 1846 | 1851 |
| ---- | ---- | ---- | ---- | ---- | ---- | ---- | ---- | ---- |
| 323  | 352  | 351  | 402  | 468  | 484  | 507  | 523  | 574  |

| 1856 | 1861 | 1866 | 1872 | 1876 | 1881 | 1886 | 1891 | 1896 |
| ---- | ---- | ---- | ---- | ---- | ---- | ---- | ---- | ---- |
| 650  | 680  | 732  | 732  | 740  | 715  | 743  | 720  | 694  |

| 1901 | 1906 | 1911 | 1921 | 1926 | 1931 | 1936 | 1946 | 1954 |
| ---- | ---- | ---- | ---- | ---- | ---- | ---- | ---- | ---- |
| 633  | 685  | 655  | 629  | 596  | 581  | 651  | 641  | 671  |

| 1962 | 1968 | 1975 | 1982 | 1990 | 1999 | 2006 | 2011  | 2016  |
| ---- | ---- | ---- | ---- | ---- | ---- | ---- | ----- | ----- |
| 734  | 657  | 698  | 728  | 792  | 789  | 911  | 1 087 | 1 132 |

| 2021  | 2022  | - | - | - | - | - | - | - |
| ----- | ----- | - | - | - | - | - | - | - |
| 1 100 | 1 087 | - | - | - | - | - | - | - |

#### Pyramide des âges
En 2018, le taux de personnes d'un âge inférieur à 30 ans s'élève à 35,2 %, soit en dessous de la moyenne départementale (36,7 %) et le taux de personnes d'âge supérieur à 60 ans est de 22,7 % la même année, alors qu'il est de 24,9 % au niveau départemental.
En 2018, la commune comptait 562 hommes pour 567 femmes, soit un taux de 50,22 % de femmes, légèrement inférieur au taux départemental (51,5 %).
Les pyramides des âges de la commune et du département s'établissent comme suit.
| Hommes | Classe d’âge | Femmes |
| ------ | ------------ | ------ |
| 0,2    | 90 ou +      | 0,5    |
| 4,5    | 75-89 ans    | 6,6    |
| 17,7   | 60-74 ans    | 15,9   |
| 19,9   | 45-59 ans    | 20,8   |
| 22,0   | 30-44 ans    | 21,4   |
| 15,4   | 15-29 ans    | 13,7   |
| 20,2   | 0-14 ans     | 21,1   |

| Hommes | Classe d’âge | Femmes |
| ------ | ------------ | ------ |
| 0,5    | 90 ou +      | 1,6    |
| 5,6    | 75-89 ans    | 8,9    |
| 16,7   | 60-74 ans    | 18,1   |
| 20,2   | 45-59 ans    | 19,2   |
| 18,9   | 30-44 ans    | 18,1   |
| 18,2   | 15-29 ans    | 16,2   |
| 19,9   | 0-14 ans     | 17,9   |

### Manifestations culturelles et festivités
Tous les ans, en juillet, la « Fête au Village » organisée par l'ASCOTE réunit plusieurs centaines de personnes qui viennent faire la fête dans une ambiance traditionnelle. Après une messe en plein air sur le terrain de football, un cortège composé de chars fleuris, de groupes folkloriques, d'harmonies, de majorettes et autres animations traverse la commune. Les trottoirs sont noirs de monde. Une fois arrivé au terrain de football, le cortège se réunit et cède la place à une grande fête populaire avec de nombreux jeux aussi bien pour les grands et les petits (courses en sac, jeux traditionnels, structures gonflables…). En soirée, un grand bal populaire est organisé. Un feu d'artifice est également tiré en soirée, un feu qui émerveille chaque année les yeux des plus petits comme des plus grands. Ce feu d'artifice bénéficie du concours de la municipalité et de partenaires privés.

### Sports et loisirs

#### Pistes cyclables
La piste cyclable « La Vélomaritime », partie côtière française de la « Véloroute de l’Europe - EuroVelo 4 », qui relie Roscoff en France à Kiev en Ukraine sur 5 100 km, traverse la commune, en venant de Fort-Mahon-Plage pour desservir Waben,.

## Culture locale et patrimoine

### Lieux et monuments

#### Monument historique
- Le château du Pas-d'Authie. Ce bâtiment fait l’objet d’une inscription partielle au titre des monuments historiques depuis le 19 avril 2006[59].

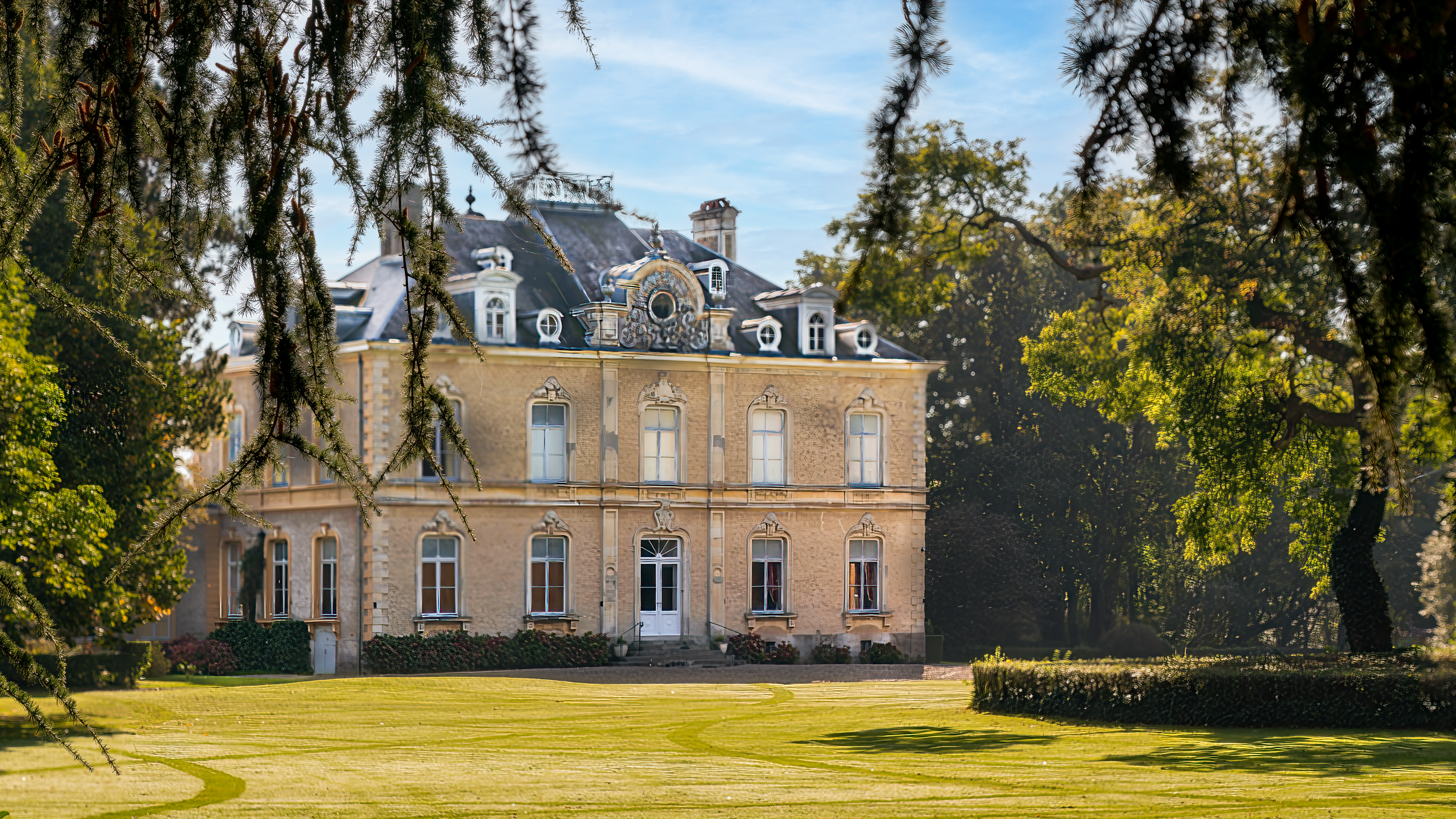
Le château vu de la D 940.
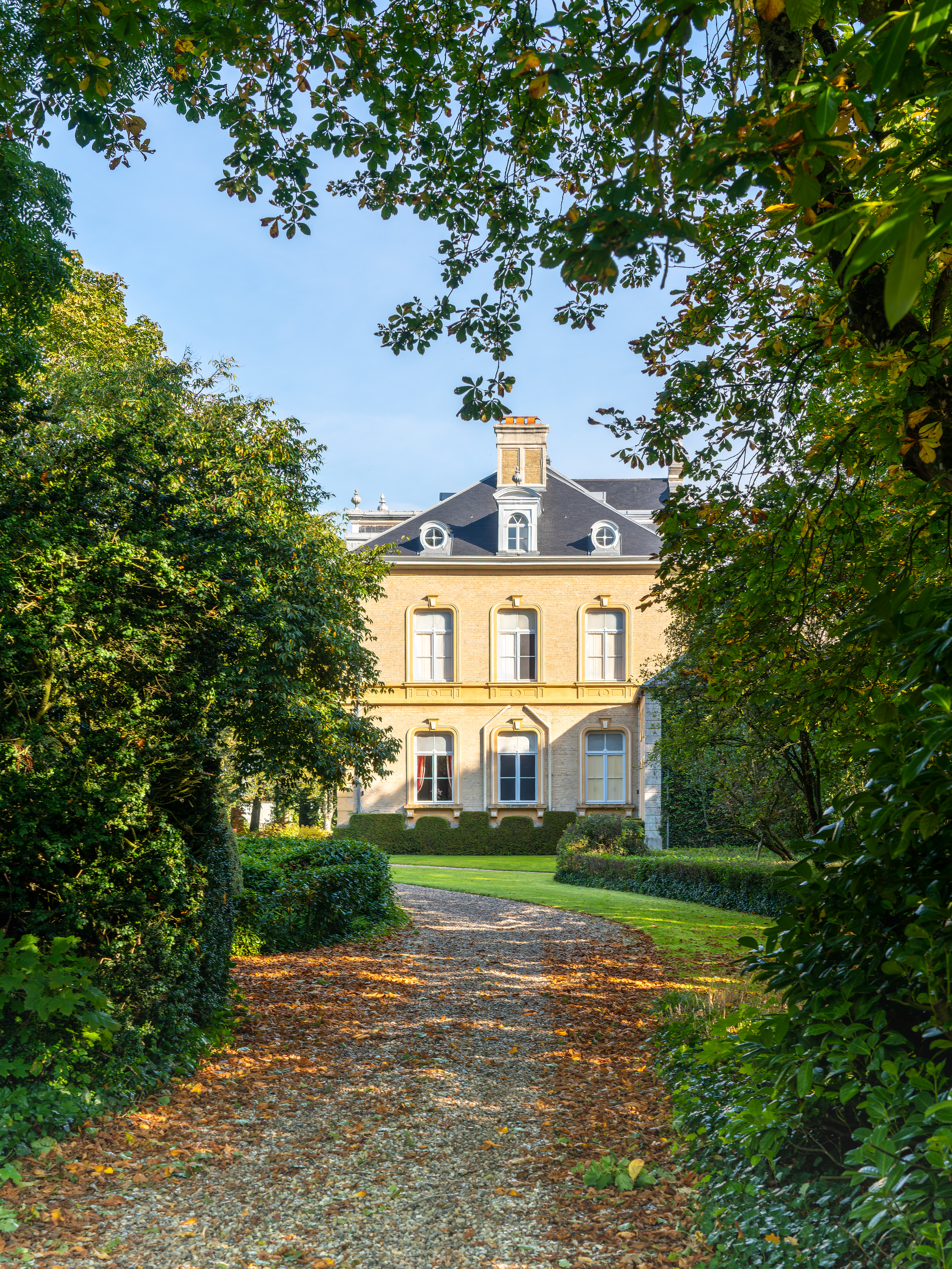
Le château vu de la rue de l'Authie.

#### Autres lieux et monuments
- L'église Notre-Dame-de-la-Nativité est remarquable. Le chœur, orné de vitraux offerts par le Baron Moullart de Torcy, est du XVe siècle. Le tableau qui représente la Présentation de la Sainte Vierge au Temple, attribué à Annibale Carracci est classé aux MH[60]. Une statue du XVIIe siècle de Saint Nicolas en bois taillé peint est classée aux MH[61]. L'église est rénovée entre 2020 et 2024[62].

Vues extérieures.
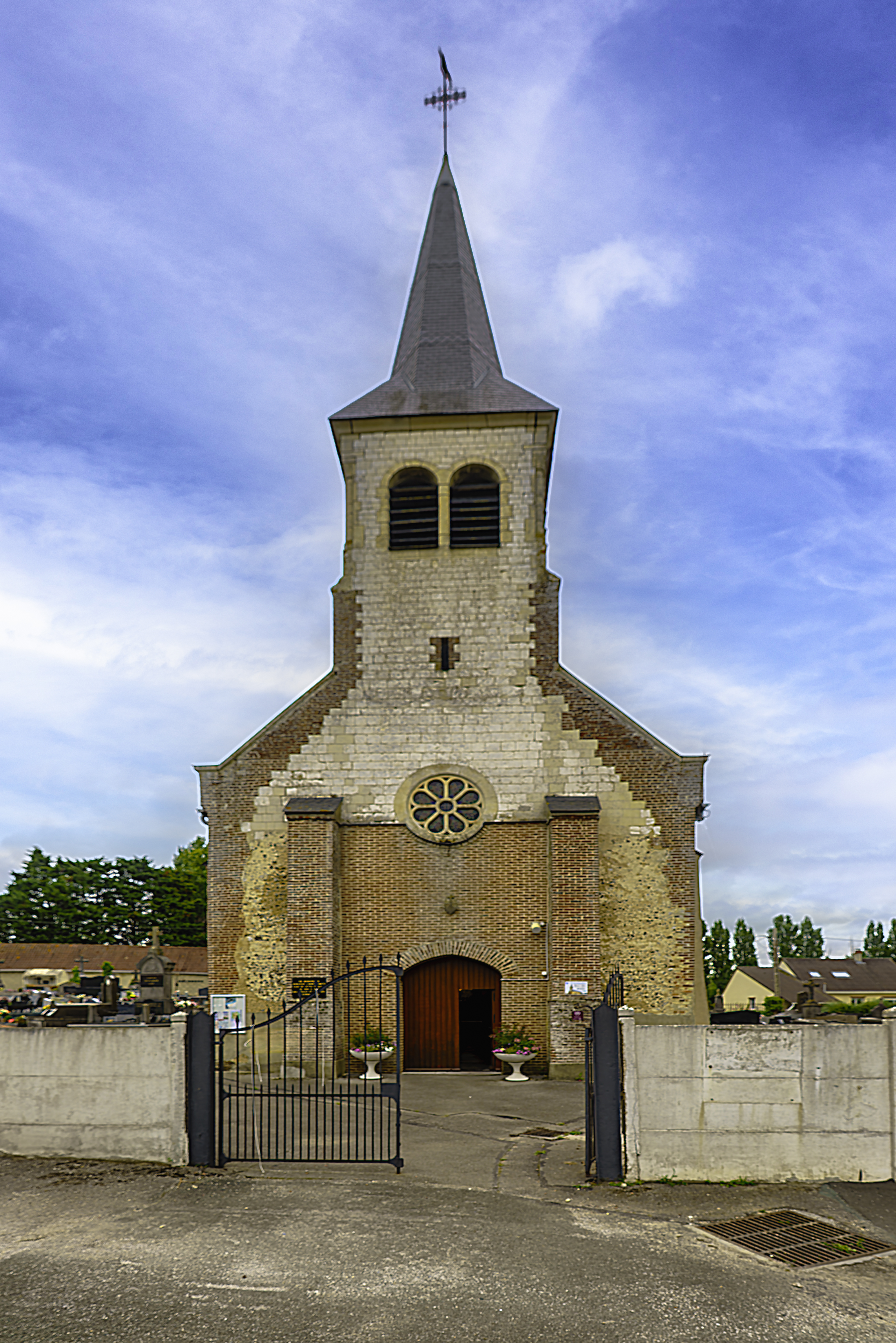
Entrée.
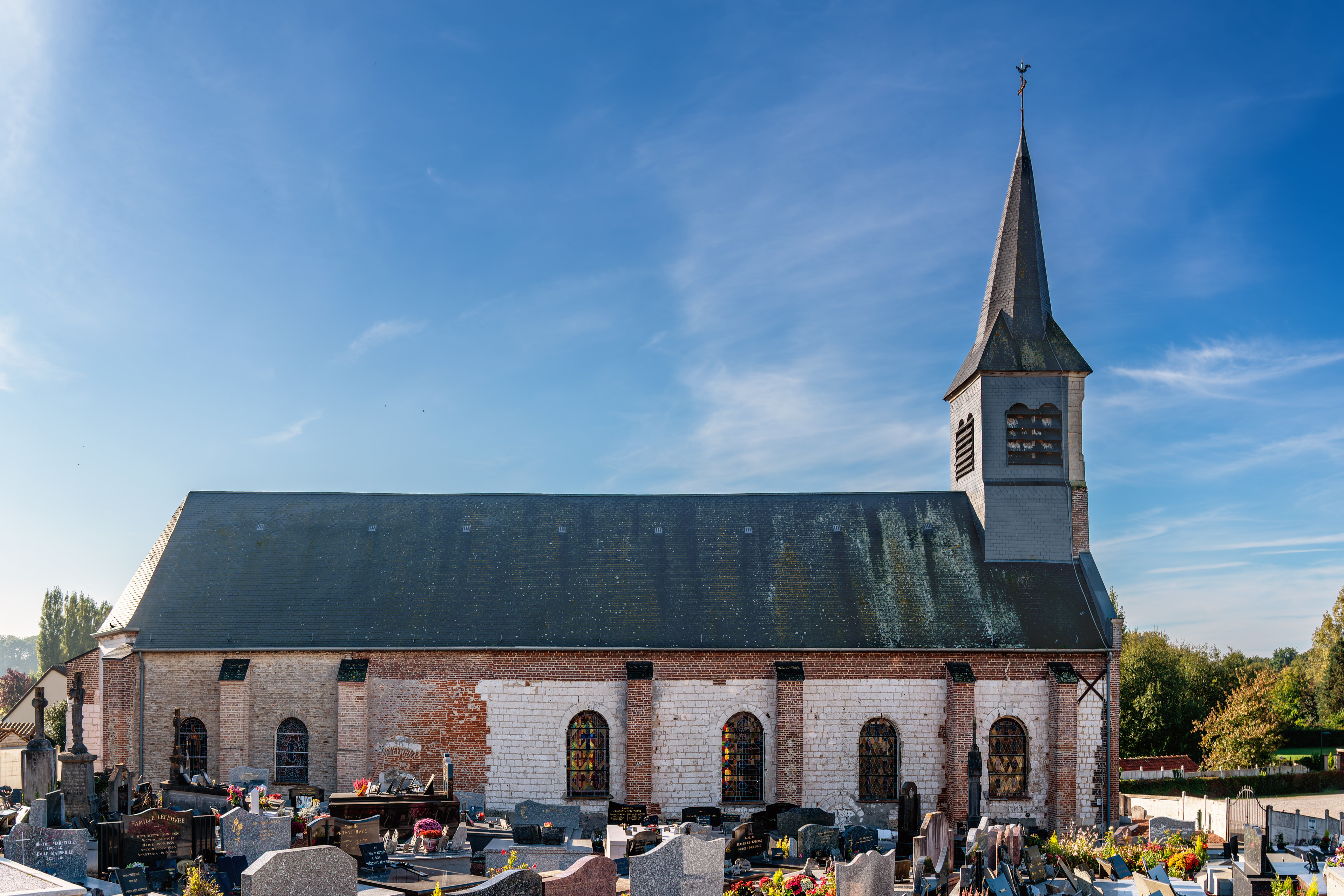
Face nord.
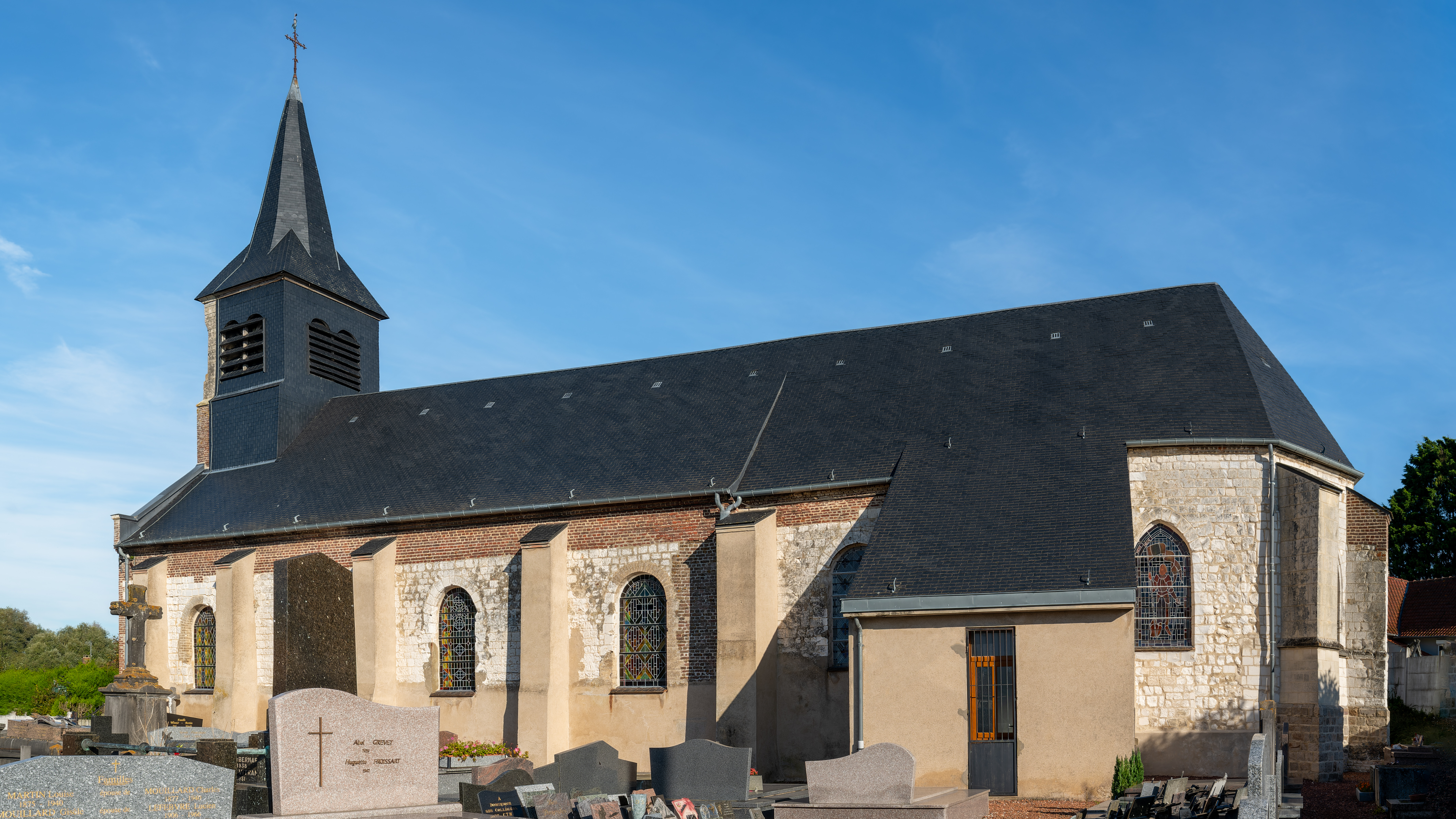
Face sud.

Vues intérieures.
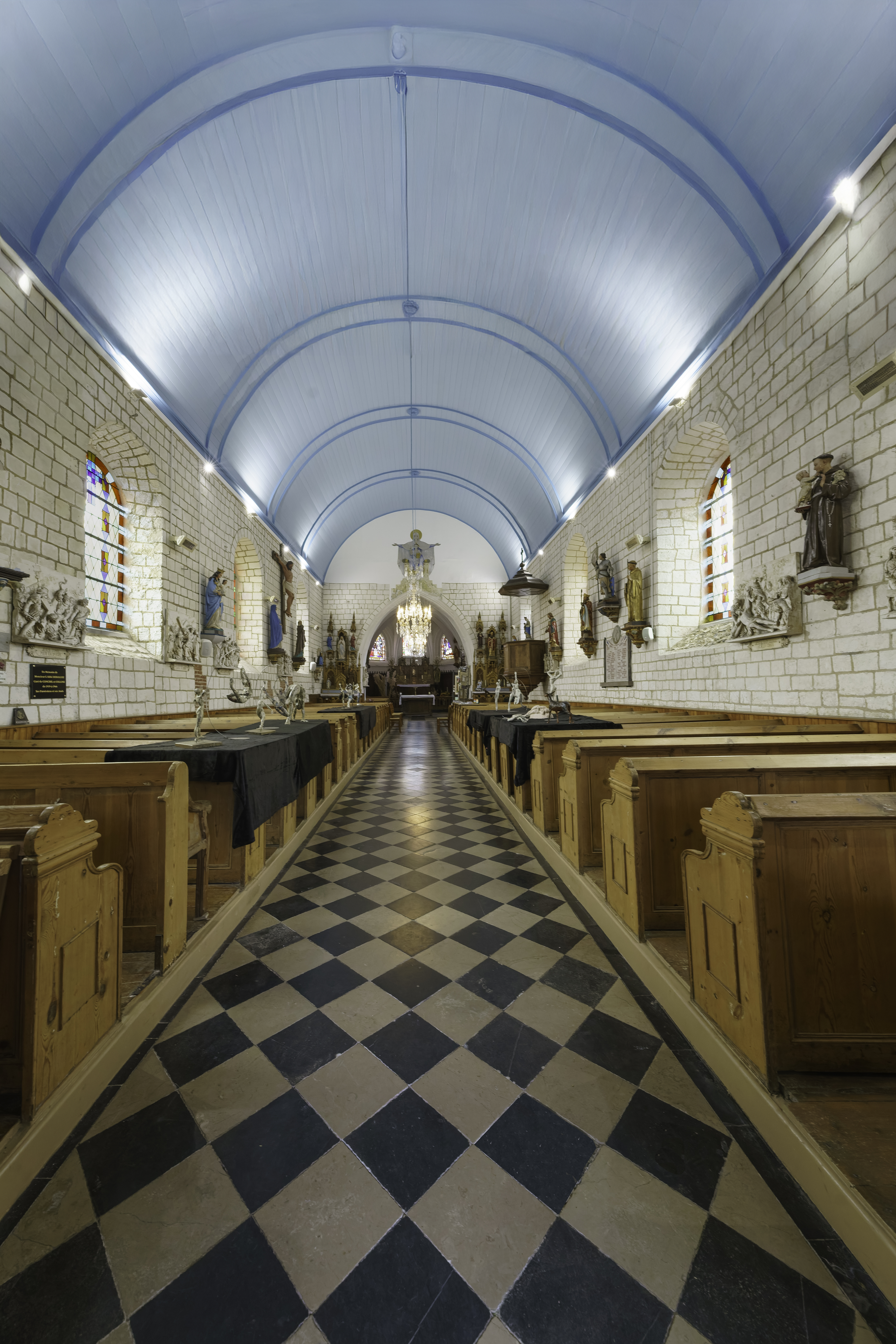
Entrée.
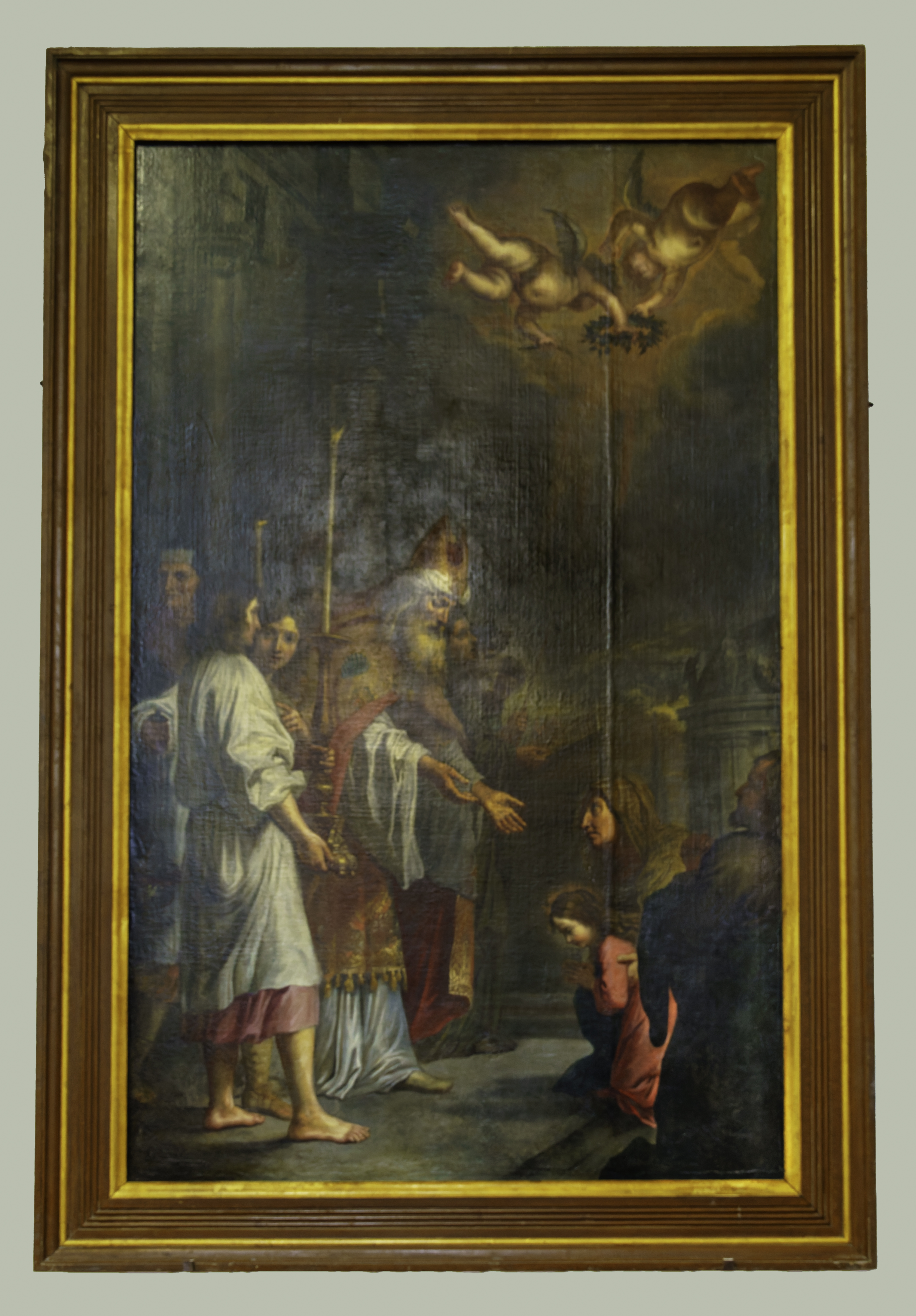
Tableau.
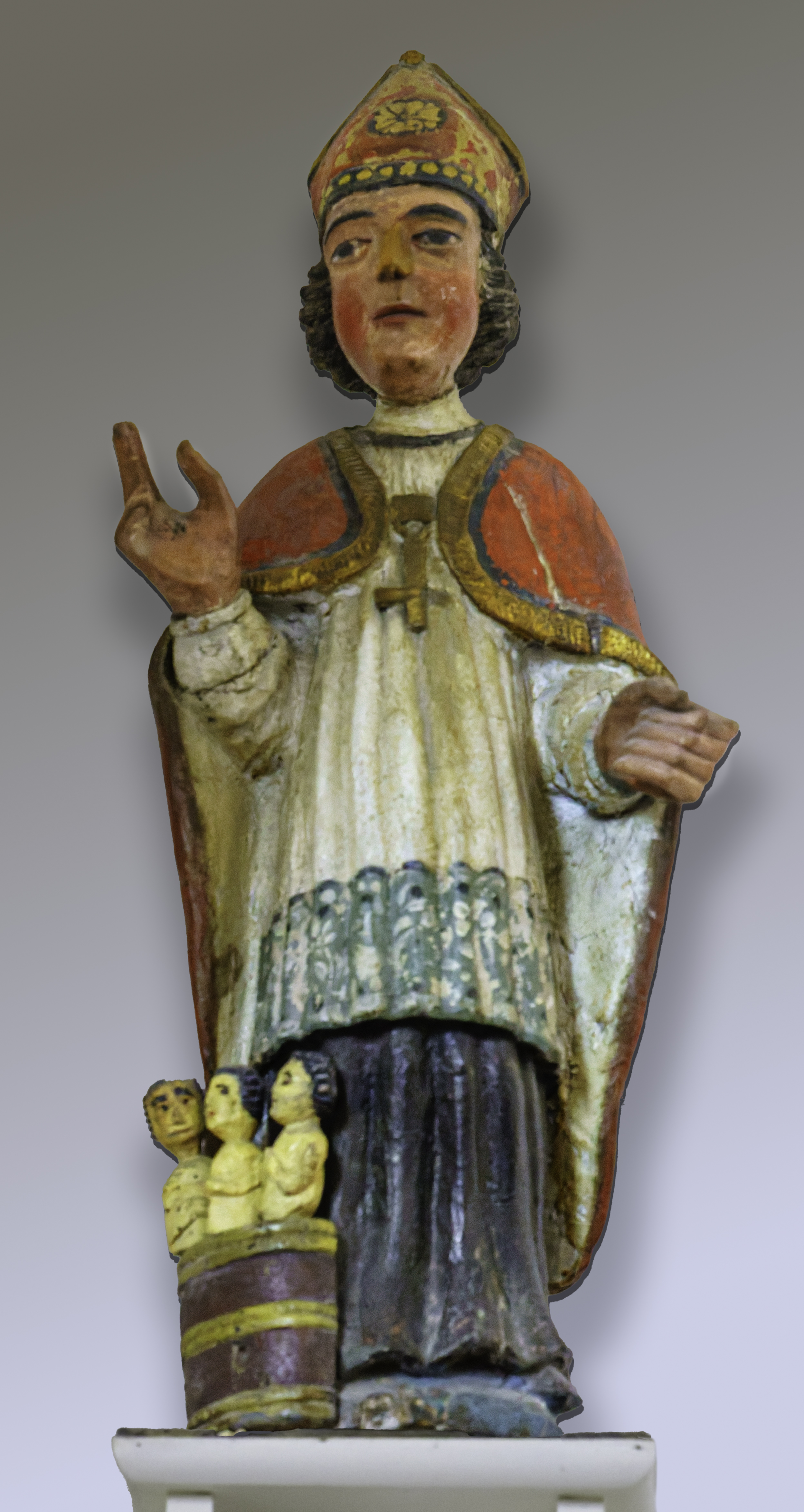
Statue.

les vitraux.
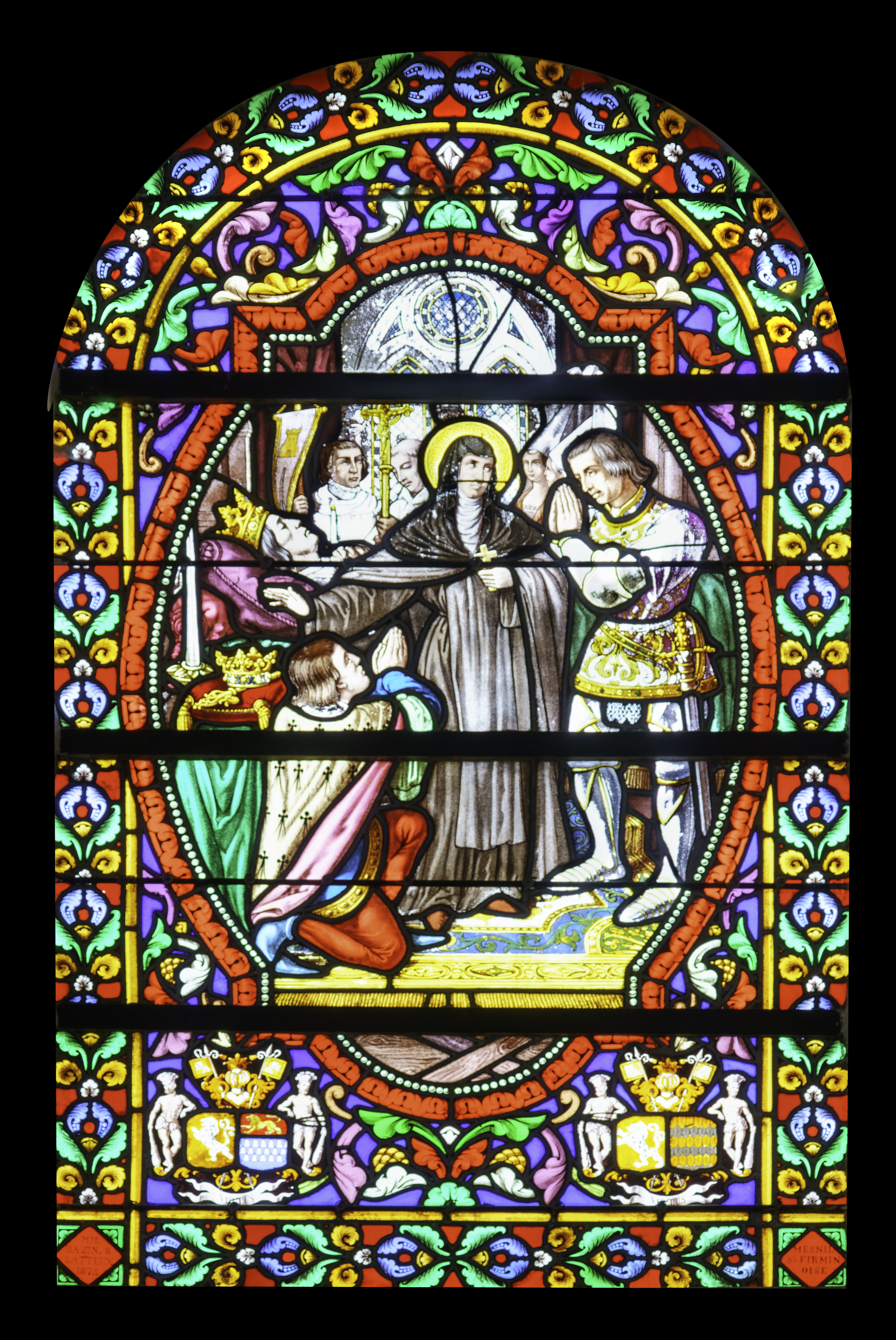
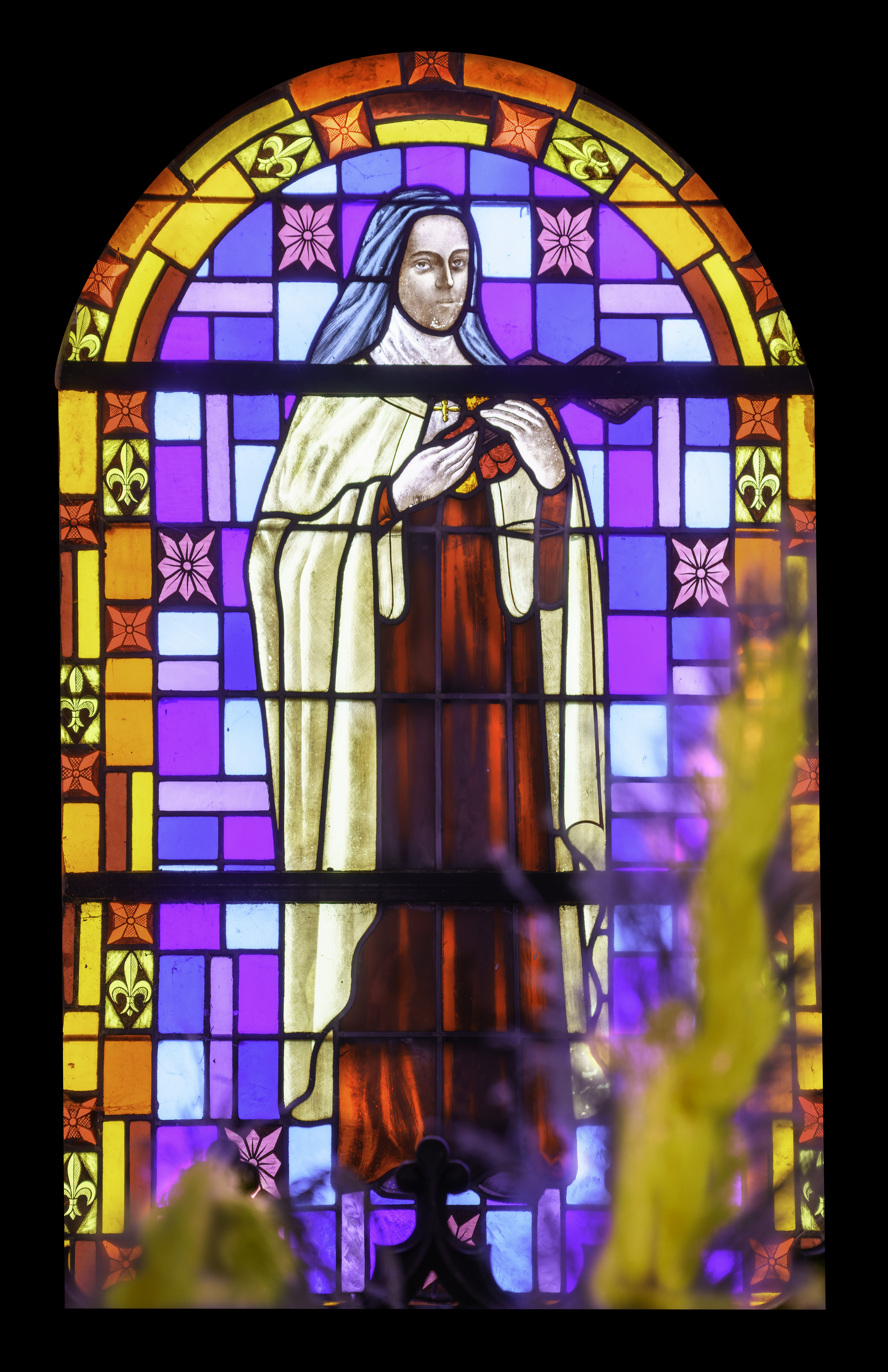
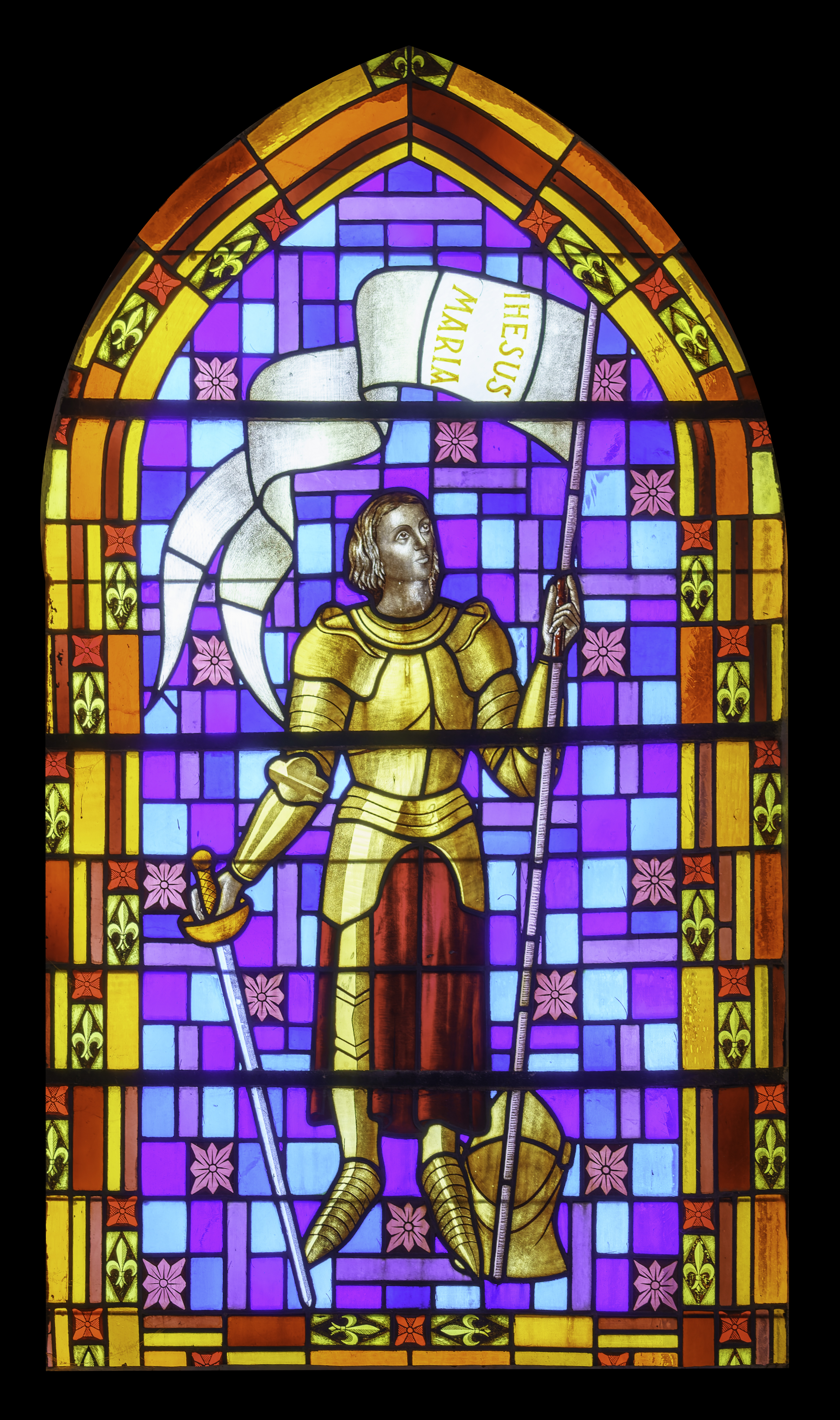
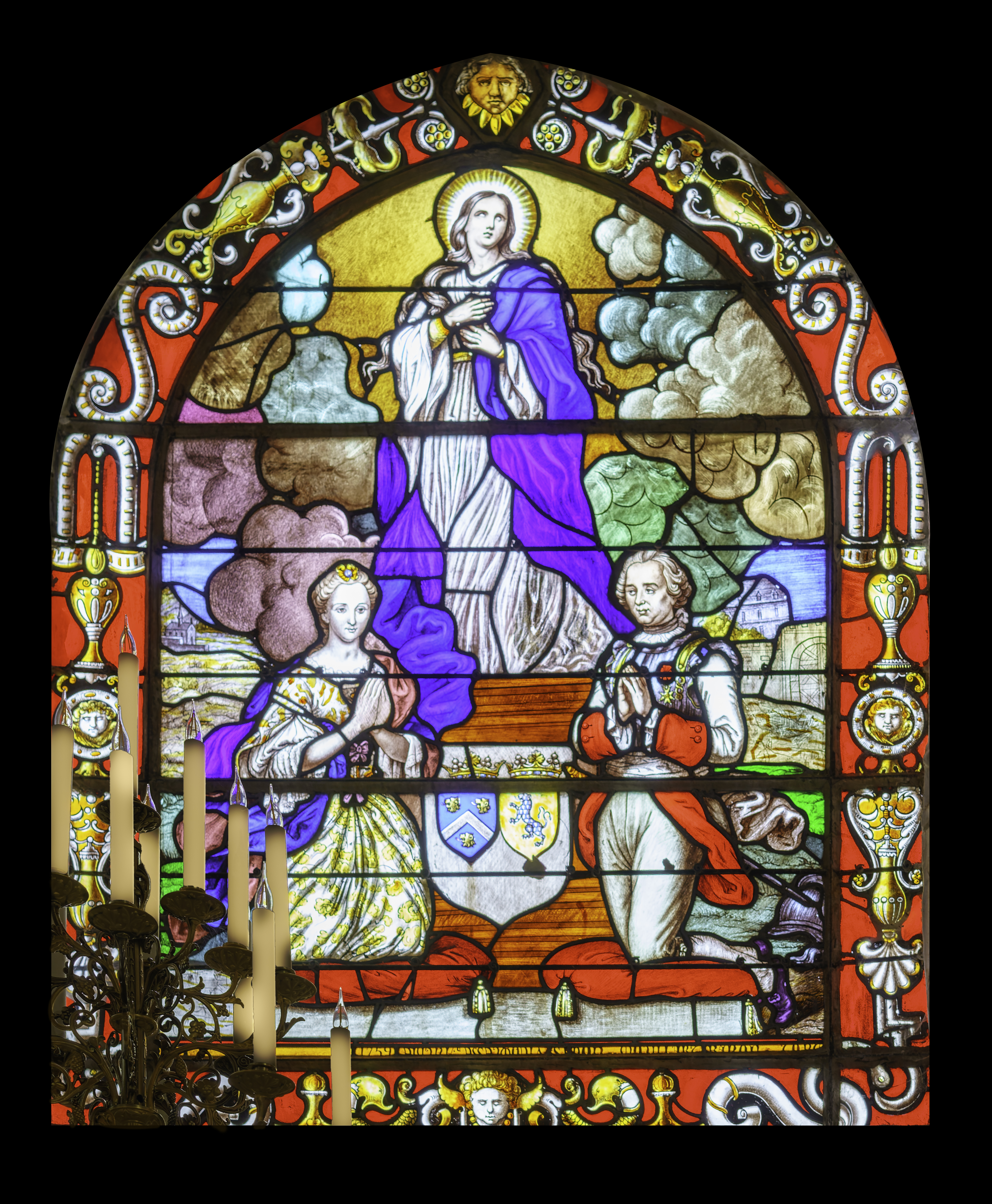
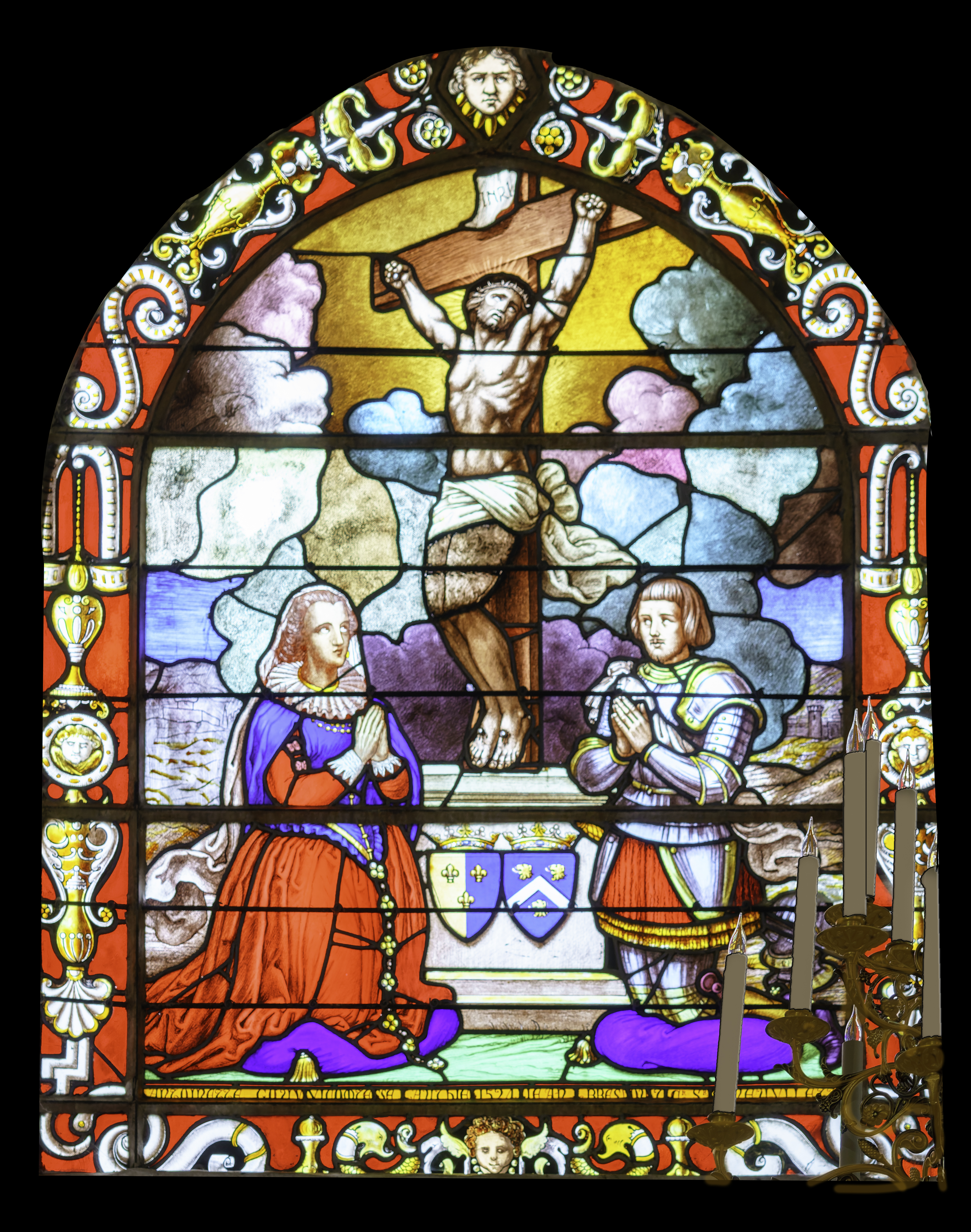

- La chapelle funéraire Moullart de Vilmarest dans le cimetière[63].

Le baron Moullart de Vilmarest l'acheta peu de temps après la Révolution à un chanoine de Paris qui l'avait sauvé du pillage de Notre-Dame.
- Le monument aux morts[64].
- La chapelle avec reconstitution de la grotte de Lourdes.
- La ferme du château, qui fait face au château, de l'autre côté de la route départementale.

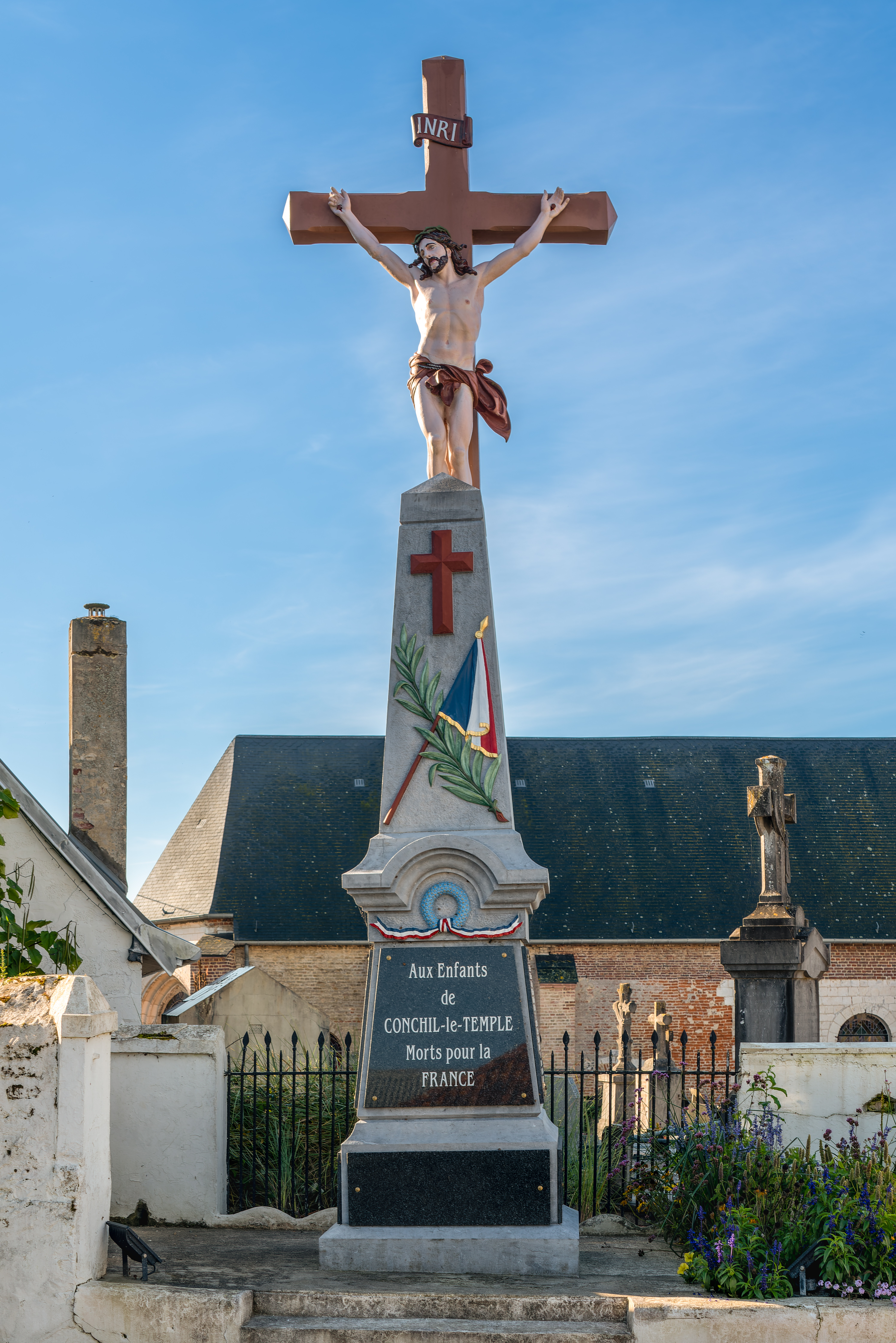
Le monument aux morts devant un calvaire.
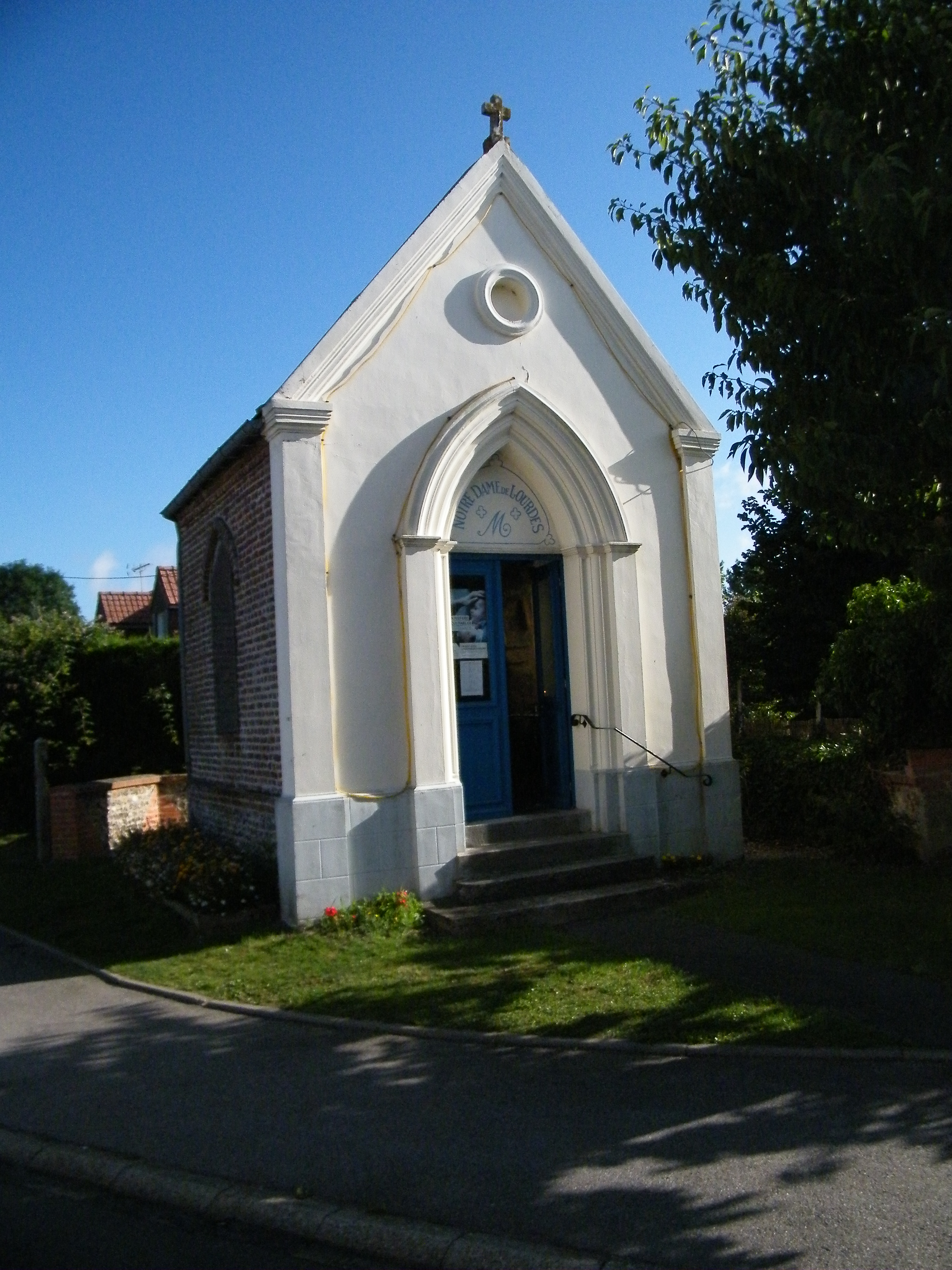
Chapelle dédiée à Notre-Dame de Lourdes.

### Personnalités liées à la commune
- Line Renaud, réfugiée dans la commune durant l'exode de 1940[65].

### Héraldique
| Blason de Conchil-le-Temple | Blason  | D'azur au templier de carnation à la tunique d'argent chargée d'une croisette pattée de gueules sur la poitrine, au manteau du même. |
| Blason de Conchil-le-Temple | Détails | Armes parlantes (Templier ⇒ Temple). Adopté par la municipalité.                                                                     |

## Pour approfondir